# Zischkaita jeronymia
Zischkaita jeronymia es una especie de insecto coleóptero de la familia Chrysomelidae.
Fue descrita científicamente en 1958 por Bechyne.